# Aristóteles
Aristóteles (em grego clássico: Ἀριστοτέλης; romaniz.: Aristotélēs; Estagira, 384 a.C. – Atenas, 322 a.C.) foi um filósofo e polímata da Grécia Antiga. Ao lado de Platão, de quem foi discípulo na Academia, foi um dos pensadores mais influentes da história da civilização ocidental. Aristóteles abordou quase todos os campos do conhecimento de sua época: biologia, física, metafísica, lógica, poética, política, retórica, ética e, de forma mais marginal, a economia. A filosofia, definida como "amor à sabedoria", passou a ser compreendida por Aristóteles em sentido mais amplo, buscando se tornar uma ciência das ciências. Embora o estagira tenha escrito muitos tratados e diálogos formatados para a publicação, apenas cerca de um terço de sua produção original sobreviveu, nenhuma delas destinada à publicação.
Na concepção aristotélica, a ciência compreende três áreas principais: teórica, prática (práxis) e aplicada ou (poiética). Segundo o autor, a ciência teórica é o melhor uso que o homem pode fazer de seu tempo livre e é composta pela "filosofia primeira" (ou metafísica), matemática e física (também chamada de filosofia natural). A ciência prática, orientada para a ação, é o reino da política e da ética. Por fim, a ciência aplicada consiste no campo da técnica, ou seja, do que pode ser produzido pelo ser humano, tais como a prática da agricultura e da poesia. A lógica, por outro lado, não é considerada por Aristóteles como uma ciência, mas sim um instrumento que permite o progresso científico. Segundo Aristóteles todos os seres vivos têm alma, ainda que com características distintas. As plantas teriam apenas uma alma animada por uma função vegetativa, ao passo que a alma dos animais teria uma função vegetativa e sensorial. Já a alma dos humanos possuiria cinco disposições por meio das quais poderia afirmar ou negar a verdade: a arte (téchne), o discernimento (phrónesis), a ciência (epistéme), a sabedoria (sophía) e o intelecto (noús).
A virtude ética, tal como exposta na obra Ética a Nicômaco, se equilibra entre dois extremos. Assim, um homem corajoso não deve ser imprudente nem covarde. Conclui-se que a ética aristotélica é muito marcada pelas noções de medida e phronesis. Sua ética, assim como sua política e sua economia, está voltada para a "busca do Bem". Em conexão com seu naturalismo, o estagirita considera a cidade como uma entidade natural que não pode subsistir sem justiça e amizade (philia). Essa concepção influenciou profundamente os pensadores das gerações seguintes e se reflete até hoje nas concepções finalistas de sociedade e do Estado, que são compreendidas como a pela busca do bem comum. A natureza (Physis) ocupa um lugar importante no pensamento aristotélico. A matéria possuiria em si um princípio de movimento (en telos echeïn). Consequentemente, a física se dedica ao estudo dos movimentos naturais causados pelos princípios próprios da matéria. Em sua metafísica, Aristóteles define o Deus dos filósofos como o primeiro motor imóvel, aquele que põe o mundo em movimento sem ele próprio ser movido. Segundo o autor, o primeiro motor imóvel e os corpos celestes seriam formados por um elemento incorruptível, o éter, distinguindo-se dos corpos físicos do mundo sublunar.
Após sua morte, seu pensamento foi praticamente esquecido pelo ocidente até o fim da Antiguidade. Durante o Califado Abássida, as obras de Aristóteles foram traduzidas em árabe, influenciando o mundo muçulmano. A partir do fim do Império Romano o ocidente teve acesso limitado a seus ensinamentos até o Século XII. Após a redescoberta de seus escritos, o pensamento aristotélico também passou a exercer influência sobre a filosofia e a teologia ocidental durante os cinco séculos seguintes, criando tensões com o pensamento platônico de Agostinho de Hipona que vigorava à época. Foi durante o Século XII, contudo, que o aristotelismo marcou profundamente a escolástica e, por intermédio da obra de Tomás de Aquino, o cristianismo católico. No Século XVII, o avanço da astronomia científica de Galileu e Newton desacreditou o geocentrismo admitido por Aristóteles. A partir de então, seguiu-se um profundo recuo do pensamento aristotélico no que se refere à ciência. Sua lógica também foi criticada na mesma época por Francis Bacon e Blaise Pascal. No século XIX, George Boole deu à lógica de Aristóteles uma base matemática com um sistema de lógica algébrica, e já no século XX, Gottlob Frege criticou e retrabalhou em profundidade a silogística. A filosofia aristotélica, por sua vez, experimentou um ressurgimento de interesse. No Século XX foi estudado e comentado por Heidegger, que foi seguido por Leo Strauss, Hannah Arendt e contemporaneamente por autores como Alasdair MacIntyre, John McDowell e Philippa Foot. Mais de 2 300 anos após sua morte, seu pensamento ainda inspira especialistas de áreas variadas e é objeto de pesquisa de diversas disciplinas.

## Vida
Aristóteles nasceu em Estagira, na Trácia, filho de Nicômaco. Seu pai era amigo e médico pessoal do rei macedônio Amintas III, rei conhecido por ser pai de Filipe II e avô de Alexandre. Existem algumas controvérsias entre os estudiosos a respeito da influência da atividade médica da família de Aristóteles em seu interesse pela biologia e fisiologia. No entanto, é sabido que o pai de Aristóteles, Nicômaco, era médico, e que a medicina era uma atividade importante em sua família.
Segundo a compilação bizantina Suda, Aristóteles era descendente de Nicômaco, filho de Macaão, filho de Esculápio.
Com cerca de 16 ou 17 anos partiu para a cidade de Atenas, maior centro intelectual e artístico da Grécia Antiga. Como muitos outros jovens da época, foi para lá prosseguir os estudos. Duas grandes instituições disputavam a preferência dos jovens: a escola de Isócrates, que visava preparar o aluno para a vida política, e Platão e sua Academia, com preferência à ciência (episteme) como fundamento da realidade. Apesar do aviso de que, quem não conhecesse geometria ali não deveria entrar, Aristóteles decidiu-se pela academia platônica e nela permaneceu vinte anos, até a morte de Platão, no primeiro ano da 108a olimpíada (348 a.C.). Aristóteles provavelmente participou dos Mistérios de Eleusis.
Em 347 a.C. com a morte de Platão, a direção da Academia passa a Espeusipo que começou a dar ao estudo acadêmico da filosofia um viés matemático que Aristóteles (segundo opinião geral, um não-matemático) considerou inadequado, assim Aristóteles deixa Atenas e se dirige, provavelmente, primeiro a Atarneu convidado pelo tirano Hérmias e em seguida a Assos, cidade que fora doada pelo tirano aos platônicos Erasto e Corisco, pelas boas leis que lhe haviam preparado e que obtiveram grande sucesso.
Durante 347 a.C. e 345 a.C., dirige uma escola em Assos, junto com Xenócrates, Erasto e Corisco e depois em 345/344 a.C. conhece Teofrasto e com sua colaboração dirige uma escola em Mitilene, na ilha de Lesbos e lá se casa com Pítias, neta de Hérmias, com quem teve uma filha, também chamada Pítias.
Em 343/342 a.C. Filipe II da Macedônia escolhe Aristóteles como preceptor de seu filho Alexandre, então com treze anos, por intercessão de Hérmias.
Pouco se sabe sobre o período da vida de Aristóteles entre 341 a.C. e 335 a.C., ainda que se questione o período de tempo que tutelou Alexandre, a maioria dos estudiosos estimam que este contato durou entre dois e três anos.

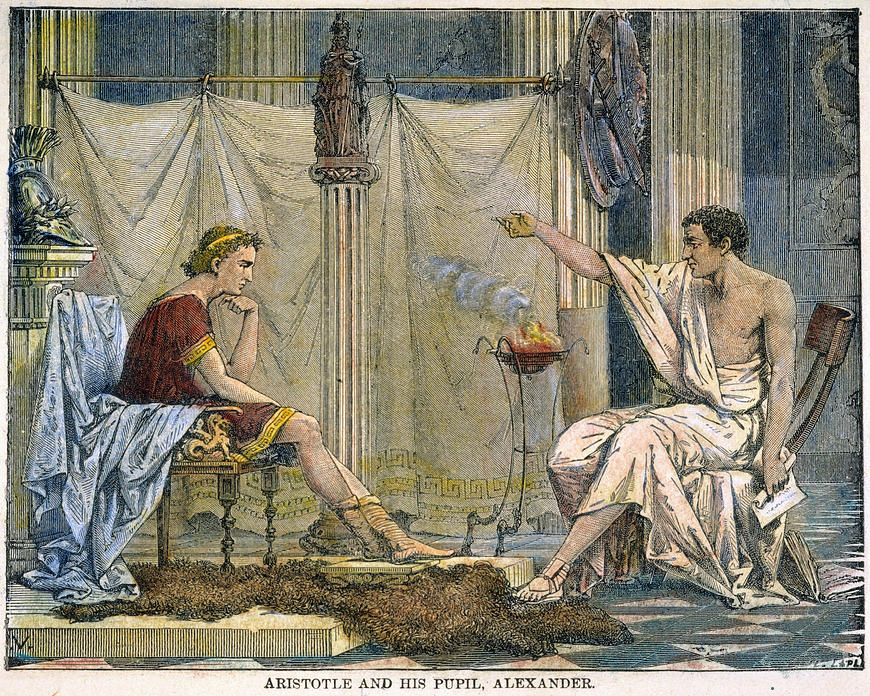
Representação de Aristóteles ensinando Alexandre, o Grande. Gravura de Charles Laplante

Em 335 a.C. Aristóteles funda sua própria escola em Atenas, em uma área de exercício público dedicado ao deus Apolo Lykeios, daí o nome Liceu. Os filiados da escola de Aristóteles mais tarde foram chamados de peripatéticos. Os membros do Liceu realizavam pesquisas em uma ampla gama de assuntos, os quais eram de interesse do próprio Aristóteles: botânica, biologia, lógica, música, matemática, astronomia, medicina, cosmologia, física, metafísica, história da filosofia, psicologia, ética, teologia, retórica, história política, teoria política e arte. Em todas essas áreas, o Liceu coletou manuscritos e assim, de acordo com alguns relatos antigos, se criou a primeira grande biblioteca da antiguidade. Enquanto em Atenas, Pítias morreu, e segundo relato de Diógenes Laércio, especula-se que ele ainda teria tido com sua concubina, Herpílis ou Herpília, um filho ilegítimo, Nicômaco (a quem seu livro de Ética é dedicado).
Em 323 a.C, morre Alexandre e em Atenas começa uma forte reação antimacedônica, em 322 a.C. por causa de sua ligação com a família real, Aristóteles foge de Atenas e se dirige a Cálcides, onde sua mãe tinha uma casa, explicando, "Eu não vou permitir que os atenienses pequem duas vezes contra a filosofia" uma referência ao julgamento de Sócrates em Atenas. Ele morreu em Cálcis, na ilha Eubeia de causas naturais naquele ano. Aristóteles nomeou como chefe executivo seu aluno Antípatro e deixou um testamento em que pediu para ser enterrado ao lado de sua esposa.

## Campos de estudo

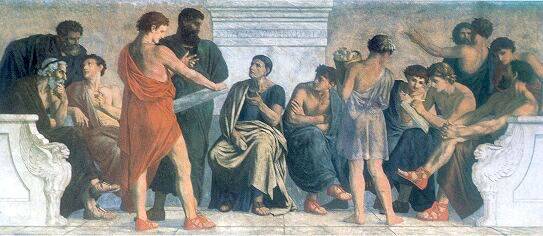
Em 335 a.C. Aristóteles funda sua própria escola em Atenas, em uma área de exercício público dedicado ao deus Apolo Lykeios, daí o nome Liceu. A escola de Aristóteles, afresco de Gustav Adolph Spangenberg, 1883–1888

A filosofia de Aristóteles dominou verdadeiramente o pensamento europeu a partir do século XII. A revolução científica iniciou-se no século XVI e somente onde a filosofia aristotélica foi dominante é que sobreveio uma revolução científica.
Apesar do alcance abrangente que as obras de Aristóteles gozaram tradicionalmente, acadêmicos modernos questionam a autenticidade de uma parte considerável do Corpus aristotelicum.
Parte das afirmações a respeito da Física e da Química de Aristóteles foram impugnadas ao longo dos séculos, e a principal razão disso é que nos séculos XVI e XVII os cientistas aplicaram métodos quantitativos ao estudo da natureza inanimada, assim algumas observações de Aristóteles são irremediavelmente inadequadas em comparação com os trabalhos dos novos cientistas.

### Lógica
A lógica aristotélica, que ocupa seis de suas primeiras obras, constitui o exemplo mais sistemático de filosofia em dois mil anos de história. Sua premissa principal envolve uma teoria de caráter semântico desenvolvida por ele para servir de estrutura para a compreensão da veracidade de proposições. Foi por meio de sua lógica que se estabeleceu a primazia da lógica dedutiva.
Aristóteles sistematizou a lógica, definindo as formas de interferência que eram válidas e as que não eram — em outras palavras, aquilo que realmente decorre de algo e aquilo que só aparentemente decorre; e deu nomes a todas essas diferentes formas de interferências. Por dois mil anos, estudar lógica, significou estudar a lógica de Aristóteles.
A lógica, como disciplina intelectual, foi criada no século IV a.C. por Aristóteles. Sua teoria do silogismo constitui o cerne de sua lógica e através dela tenta caracterizar as formas de silogismo e determinar quais deles são válidas e quais não, o que conseguiu com bastante sucesso. Como primeiro passo no desenvolvimento da lógica, a teoria do silogismo foi extremamente importante.

### Física
Aristóteles não reconhecia a ideia de inércia, ele imaginou que as leis que regiam os movimentos celestes eram muito diferentes daquelas que regiam os movimentos na superfície da Terra, além de ver o movimento vertical como natural, enquanto o movimento horizontal requereria uma força de sustentação. Ainda sobre movimento e inércia, Aristóteles afirmou que o movimento é uma mudança de lugar e exige sempre uma causa, o repouso e o movimento são dois fenômenos físicos totalmente distintos, o primeiro sendo irredutível a um caso particular do segundo. No livro II, Do Céu, ele afirma explicitamente que quando um objeto se desloca para seu estado natural o movimento não é causado por uma força, assim ele afirma que o movimento daquilo que está no processo de locomoção é circular, retilíneo ou uma combinação dos dois tipos.

### Óptica
Na época de Aristóteles, a óptica matemática era ainda uma disciplina nova, contrariamente às outras matemáticas e especialmente à geometria. Ele faz recorrentes referências à cor, à sua "unidade" e à sua constituição, nos mesmos contextos em que se fala de outros setores do real que pertencem a outras ciências matemáticas, e do que neles é unidade.
Aristóteles fez objeções à teoria de Empédocles e ao modelo de Platão que considerava que a visão era produzida por raios que se originavam no olho e que colidiam com os objetos então sendo visualizados. Ao refutar as teorias então conhecidas, ele formulou e fundamentou uma nova teoria, a teoria da transparência: a luz era essencialmente a qualidade acidental dos corpos transparentes, revelada pelo fogo.
Aristóteles sugeria que a óptica contempla uma teoria matemático-quantitativa da cor, que corresponde a uma teoria da medição da luz, assim ele afirma que a luz não era uma coisa material mas a qualidade que caracterizava a condição ou o estado de transparência: "Uma coisa se diz invisível porque não tem cor alguma, ou a tem somente em grau fraco".

### Química

Os quatro elementos fundamentais segundo Aristóteles

Enquanto Platão, seu mestre, acreditava na existência de átomos dotados de formas geométricas diversas, Aristóteles negava a existência das partículas e considerava que o espaço estava cheio de continuum, um material divisível ao infinito.
Sua obra Meteorologia, sintetiza suas ideias sobre matéria e química, usando as quatro qualidades da matéria e os quatro elementos, ele desenvolveu explicações lógicas para explicar várias de suas observações da natureza. Para Aristóteles a matéria seria formada, não a partir de um único, mas por quatro elementos: terra, água, ar e fogo, mas existiria sim um substrato único para toda a matéria, mas que seria impossível de isolar — serviria apenas como um suporte que transmite quatro qualidades primárias: quente, frio, seco e úmido. A fundação da Alquimia se baseou nos ensinamentos de Aristóteles, curiosamente ele afirmou que as rochas e minerais cresciam no interior da Terra e, assim como os humanos, os minerais tentavam alcançar um estado de perfeição através do processo de crescimento, a perfeição do mineral seria quando ele se tornasse ouro.

### Astronomia
Aristóteles concorda com seu mestre (Platão) em considerar a astronomia uma ciência matemática em sentido pleno, não menos do que a geometria, ele também concordava que os movimentos estudados pela astronomia, como diz a A República, não se percebem "com a vista".
O cosmos aristotélico é apresentado como uma esfera gigantesca, porém finita, à qual se prendiam as estrelas, e dentro da qual se verificava uma rigorosa subordinação de outras esferas, que pertenciam aos planetas então conhecidos e que giravam em torno da Terra, que se manteria imóvel no centro do sistema (sistema geocêntrico).

### Biologia
Considerado o fundador das ciências como uma disciplina, Aristóteles deixou obras naturalistas como História dos Animais, As partes dos animais e A geração dos animais, opúsculos como Marcha dos animais, Movimentos dos animais e Pequeno tratado de história natural e muitas outras obras sobre anatomia e botânica que se perderam e tratavam sobre o estudo de cerca de 400 animais que buscou classificar, tendo dissecado cerca de 50 deles. Também realizou observações anatômicas, embriológicas e etológicas detalhadas de animais terrestres e aquáticos (moluscos e peixes), fez observações sobre cetáceos e morcegos. Embora suas conclusões sejam, muitas vezes, equivocadas, sua obra não deixa de ser notável. Seus escritos de biologia e zoologia correspondem a mais de uma quinta parte de sua obra. Neles, trabalha sobre a noção de animal, a reprodução, a fisiologia e a classificação científica.
Segundo alguns cientistas da atualidade, Aristóteles teria "descoberto" o DNA, por ele identificar a forma, isto é, o eidos preexistente no pai, que é reproduzido na prole.
Aristóteles foi quem iniciou os estudos científicos documentados sobre peixes, sendo o precursor da ictiologia (a ciência que estuda os peixes). Catalogou mais de cem espécies de peixes marinhos e descreveu seu comportamento. É considerado como elemento histórico da evolução da piscicultura e da aquariofilia, separou mamíferos aquáticos de peixes e sabia que tubarões e raias faziam parte de grupo que chamou de Selachē (Chondrichthyes).
Em sua obra De Moto Animalium (traduzido do latim, Do Movimento dos Animais), Aristóteles discorre especificamente sobre os princípios físicos que regem o movimento dos animais em geral, assim como as suas causas. No livro, Aristóteles postula que, para que houvesse o movimento de algum membro do animal, era necessária a existência de uma parte imóvel, a qual Aristóteles atribuía ser a origem do movimento. Para que o animal inteiro se desloque, no entanto, Aristóteles acreditava que era necessário algo em repouso absoluto em relação ao animal, e, apoiando-se neste ente imóvel, o animal desencadearia o deslocamento. Sobre a origem primordial do movimento em seres vivos, Aristóteles atribuía a mente e o desejo como causas primárias do movimento nos animais.

#### Gênero
Do ponto de vista biológico, Aristóteles pensava que o corpo feminino, sendo adequado para a reprodução, implica que ele tenha uma temperatura corporal diferente da do corpo masculino. Em sua teoria da herança , Aristóteles considerava a mãe como um elemento material passivo para a criança, enquanto o pai fornecia um elemento ativo e animador com a forma da espécie humana.
Em sua Política, Aristóteles via as mulheres como superiores aos escravos; mas acreditava que o marido deveria exercer domínio político sobre a esposa. Entre as diferenças entre as mulheres e os homens estava o fato de serem, em sua opinião, mais impulsivas, mais compassivas, mais queixosas e mais enganosas. Por este motivo, Aristóteles foi visto como difusor de ideias misóginas e sexistas.
No entanto, Aristóteles deu igual peso à felicidade das mulheres e à felicidade dos homens e comentou, em sua obra A Retórica, que uma sociedade não pode ser feliz a menos que as mulheres também estejam felizes. Sobre as mulheres, ainda disse que eram totalmente incapazes de serem amigas, e ele com certeza não esperava que a esposa se relacionasse com o marido em nível de igualdade.

#### Sexualidade
Aristóteles não escreveu extensivamente sobre questões sexuais, pois estava menos preocupado com os apetites sexuais do que Platão. Visto não contribuir para a fundação de famílias e seguindo sua ideia de Teleologia, Aristóteles via a homossexualidade como um desperdício não apenas inútil, mas até perigoso. Em um fragmento sobre amor físico em sua obra "Problemas", embora referindo-se ao tema com indulgência, parece ter feito distinção entre a homossexualidade congênita e adquirida. Em sua abordagem, permitiu que a mudança ocorresse de acordo com a natureza e, portanto, a maneira como a lei natural é incorporada poderia mudar com o tempo, uma ideia que Tomás de Aquino mais tarde incorporou à sua própria teoria da lei natural.

### Metafísica

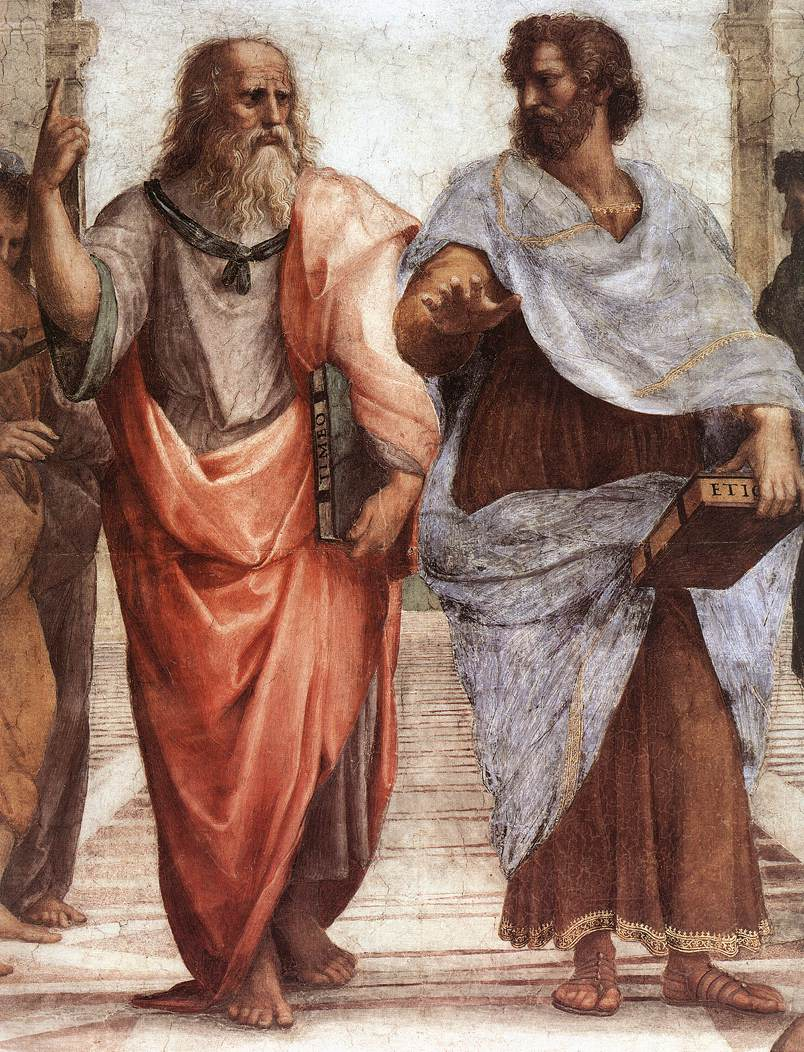
Platão e Aristóteles na Escola de Atenas (1509–1510), fresco de Rafael Sanzio, na Stanza della Segnatura, nos Museus Vaticanos

O termo Metafísica não é aristotélico; o que hoje chamamos de metafísica era chamado por Aristóteles de "filosofia primeira", sendo por isso identificada com a teologia (theologikê), distinguindo-a da matemática e das ciências naturais (física) como filosofia contemplativa (teoretikú) que estuda o divino. A palavra "metafísica" parece ter sido cunhada pelo editor do primeiro século d.C., que reuniu várias pequenas seleções das obras de Aristóteles no tratado que conhecemos com o nome de Metafísica.
Não é fácil discutir a metafísica de Aristóteles, em parte porque está profusamente espalhada por toda a obra, e em parte por certa ausência de uma exposição bem detalhada.
A Metafísica de Aristóteles é, em essência, uma modificação da Teoria das ideias de Platão. Grande parte dessa obra parece uma tentativa de moderar as muitas extravagâncias de Platão. Seus dois principais aspectos são a distinção entre o "universal" e a mera "substância" ou "forma particular" e a distinção entre as três substâncias diferentes que formam a realidade cada uma com sua essência fundamental.
se não houvesse outras coisas independentes além das naturais compostas, o estudo da natureza seria o tipo primário de conhecimento; mas se há algo independente e imóvel, o conhecimento disso o precede e é a primeira filosofia, e é universal como tal, porque é a primeira. E pertence a esse tipo de filosofia estudar o ser como ser, tanto o que é como o que lhe pertence apenas por virtude de ser.
Aristóteles discute na Metafísica conceitos de causa primária e arché, Deus e divindades, comparando e analisando relatos dos anteriores fisiólogos gregos e dos chamados theologoi (teólogos). Uma postulação que considerou necessária foi a de Motor Imóvel. Seu pensamento influenciou toda a filosofia medieval posterior na teologia das religiões abraâmicas, mas principalmente nas ciências, pela chamada filosofia natural.

#### Substância
Aristóteles examina os conceitos de substância (ousia) e essência (a ti enfat einai, "o quid que deveria ser") em sua Metafísica (Livro VII), e conclui que uma substância específica é uma combinação de matéria e forma, uma teoria filosófica chamada hilemorfismo. No livro VIII, ele distingue a matéria da substância como substrato, ou o material de que é composta. Para ele, a matéria propriamente dita é chamada prima materia, sem qualidades, que receberá as formas. Por exemplo, a matéria de uma casa são os tijolos, as pedras, as madeiras etc., ou o que quer que constitua a casa em potencial, enquanto a forma da substância é a casa real, ou seja, "abrangendo corpos e bens imóveis" ou qualquer outra diferença que permita nós definirmos algo como uma casa. A fórmula que fornece os componentes é o relato da matéria, e a fórmula que fornece a diferenciação é o relato da forma.

#### Realismo imanente
Como seu professor Platão, a filosofia de Aristóteles visa o universal. A ontologia de Aristóteles enfatizava o universal (katholou) nos particulares (kath 'hekaston), coisas no mundo. Platão enfocava no universal enquanto forma existente separadamente, o qual as coisas reais imitam. Para Aristóteles, a "forma" ainda é a base dos fenômenos, mas é "instanciada" em uma substância específica. Uma substância primária é vista como possuindo a forma imanente na matéria. Sua sustentação da metafísica com pés firmes no empirismo postulou que os fenômenos devem ser observados para se definir quais são suas causas, por exemplo o movimento eterno dos astros na esfera celeste, e avançou defesas pela experiência, em continuidade ao que já aparecia nos pré-socráticos e às propostas socráticas nos diálogos platônicos, de que se deveria proceder induzindo para a verificação dos universais. Segundo Lambertus Marie de Rijk: "Ele toma seu ponto de partida da ousia sensível. Sua expressão desse objetivo é acompanhada de uma elaboração da ideia mencionada anteriormente (1029a32) de que, embora as condições ônticas primárias ou os primeiros princípios das coisas não sejam o que é familiar imediatamente, todo aprendizado deve proceder por indução daquilo que nos é familiar e daquilo que é inteligível em si." Esse projeto aristotélico foi traduzido em relatos antigos até a ciência da modernidade com a asserção de se "resgatar as aparências" (em grego, σῴζειν τὰ φαινόμενα, sôzein ta phainomena; "salvar os fenômenos") — fenômenos sendo os dados da sensopercepção psíquica que aparecem na mente, qualias como som, cor, sentido de palavras etc., observados e inteligíveis, em um estado de conhecimento pré-demonstrativo, que podem ser coligidos em faculdades cognitivas tais como endoxa (formação de opinião) e empeiria (experiência).
Platão argumentou que todas as coisas têm uma forma universal, que pode ser uma propriedade ou uma relação com outras coisas. Quando olhamos para algo de cor vermelha, por exemplo, vemos um vermelho e também podemos analisar a forma do vermelho. Nesta distinção, há um vermelho específico e uma forma universal do vermelho (da qual todas as outras coisas vermelhas também participam). Além disso, podemos colocar uma coisa vermelha ao lado de um objeto azul, de modo que possamos falar de vermelho e azul como próximos um do outro. Platão argumentou que há uma distinção que separa o ser de uma coisa particular da verdadeira essência ôntica da Forma Ideal, transcendente — um vermelho imanente em uma instância não é o Vermelho real em si. Por conta dessa separação, Platão argumentou que existem algumas formas universais que podem não estar fazendo parte de coisas particulares. Por exemplo, é possível que não exista um bem particular, mas a Ideia do Bem ainda assim é uma forma universal adequada. Aristóteles discordou de Platão neste ponto, argumentando que todos os universais são instanciados em algum período de tempo. Aristóteles enfatizava que é possível obter verdadeiro conhecimento a partir das substâncias dos objetos sensíveis, o que Platão também concordava, mas considerando como conhecimento maior e mais real aquele das Ideias.

Além disso, Aristóteles discordou de Platão sobre a localização dos universais. Onde Platão falava do Mundo das Ideias transcendente, um lugar em que todas as formas universais subsistem, Aristóteles sustentava que os universais existem dentro de uma coisa subsistente (hypokeimenon) que contém as formas, expressando-as enquanto causa formal. Para ele, nada do que é universal é uma entidade subsistente. Portanto, de acordo com Aristóteles, a forma do vermelho existe dentro dos compostos forma-matéria com capacidade de serem coisas vermelhas.
"Segue-se claramente que nada universalmente atribuível existe além dos particulares. Mas aqueles que acreditam nas Formas, embora tenham razão em separá-las — desde que sejam entidades subsistentes — assumem erroneamente que o 'um sobre muitos' é uma forma. A causa do seu erro é a sua incapacidade de nos dizer quais são as ousiai (substâncias) desse tipo, aquelas ousiai imperecíveis que existem sobre e além dos sensíveis particulares. Eles os tornam, então, iguais em espécie aos sensíveis, pois esse tipo de ousia é familiar para nós, acrescentando o epíteto 'em si', como em 'Homem-em-si' e 'Cavalo-em-si'"
–Metafísica 1040b
Apesar dessa reformulação crítica do que seria propriamente uma forma e a análise da substância e suas categorias visíveis, alguns estudiosos consideram que Aristóteles não abandonou em absoluto a teoria das Ideias transcendentes de Platão, pois ao longo de suas obras descreveu características que não estão manifestas em um objeto atual, por exemplo em sua teleologia ou implícito na sua teoria de Deus como um intelecto pensante.

#### Potência e ato
No que diz respeito à mudança (kinesis) e suas causas agora, como ele define em Física e Da Geração e da Corrupção 319b–320a, ele distingue o vir-a-ser de:
1. crescimento e diminuição, que é mudança de quantidade;
2. locomoção, que é mudança no espaço; e
3. alteração, que é a mudança na qualidade.

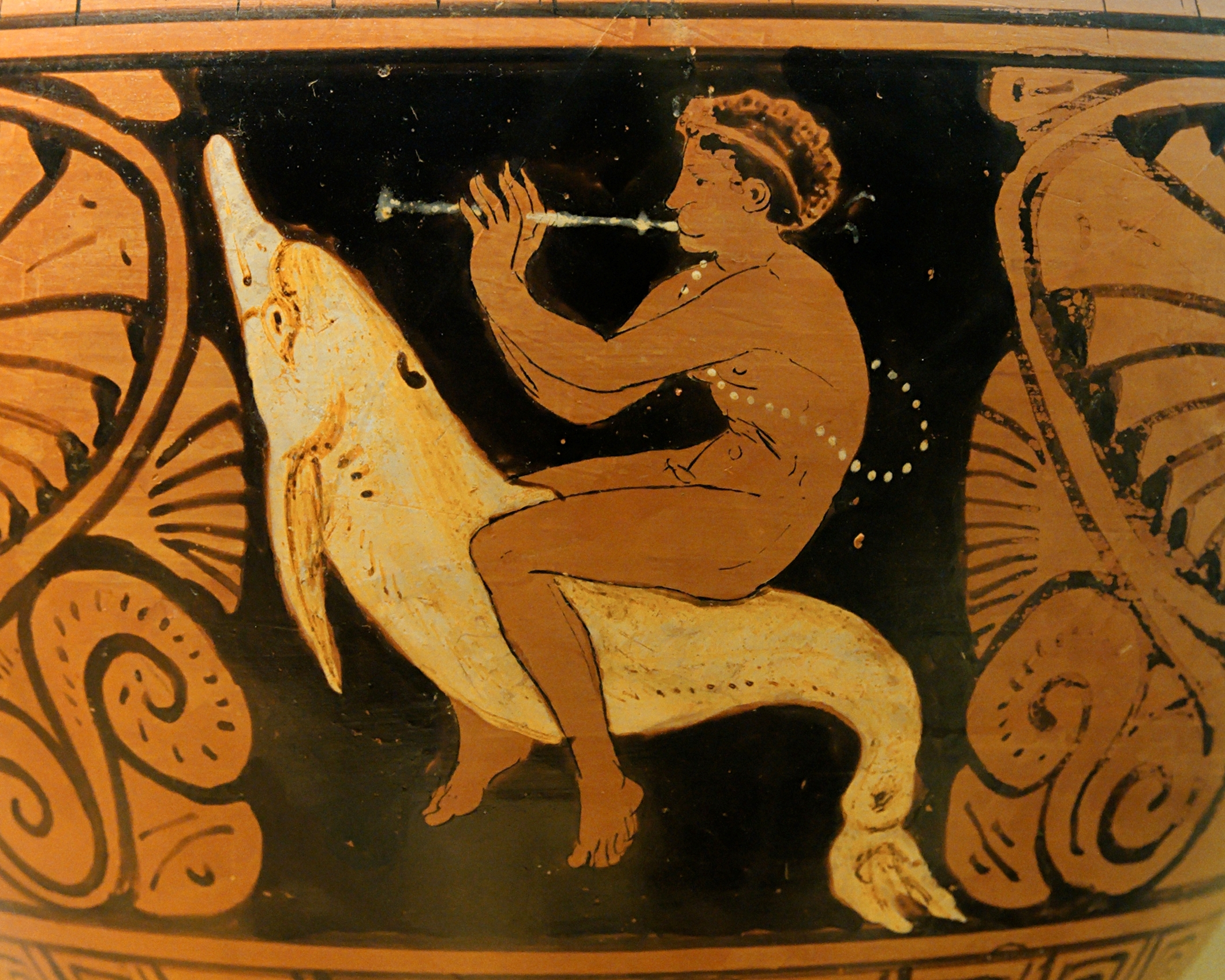
Aristóteles argumentou que uma habilidade como tocar flauta poderia ser adquirida — o potencial tornado real — pelo aprendizado

O vir a ser é uma mudança em que nada persiste, do qual o resultante é uma propriedade. Nessa mudança em particular, ele introduz o conceito de potencialidade (dynamis) e atualidade (entelecheia) em associação com a matéria e a forma. Referindo-se à potencialidade, é aquilo que uma coisa é capaz de fazer, ser ou receber atuação sobre, se as condições forem corretas e não for impedido por outra coisa. Por exemplo, a semente de uma planta no solo é potencialmente (dynamei) planta e, se não for impedida por algo, tornar-se-á uma planta. Potencialmente, os seres podem ou "agir" (poiein) ou "sofrerem atuação sobre" (paschein), o que pode ser ou inato ou aprendido. Por exemplo, os olhos possuem a potencialidade da visão (ação inata), enquanto a capacidade de tocar flauta pode ser possuída pelo aprendizado (exercício — ação). Atualidade é a realização do fim da potencialidade. Como o fim (telos) é o princípio de toda mudança, e em prol do fim existe potencialidade, portanto a atualidade é a finalidade. Referindo-se então ao nosso exemplo anterior, poderíamos dizer que uma atualidade é quando uma planta realiza uma das atividades que a planta realiza.
Pois aquilo pelo qual (to hou heneka) uma coisa é, é o seu princípio, e o devir é pelo bem do fim; e a atualidade é o fim, e é por isso que a potencialidade é adquirida. Pois os animais não veem para que possam ter visão, mas têm visão para que possam ver.
Em resumo, a matéria utilizada para fazer uma casa tem potencial para ser uma casa e tanto a atividade de construção quanto a forma da casa final são atualidades, o que também é uma causa final ou finalidade. Então Aristóteles prossegue e conclui que a atualidade é anterior à potencialidade na fórmula, no tempo e na substancialidade. Com esta definição da substância particular (isto é, matéria e forma), Aristóteles tenta resolver o problema da unidade dos seres, por exemplo, "o que é que faz do homem um"? Como, segundo Platão, existem duas ideias: animal e bípede, como então o homem é uma unidade? No entanto, de acordo com Aristóteles, o ser potencial (matéria) e o atual (forma) são um e o mesmo.

### Psicologia
Na medida em que se ocupa das mais elaboradas entidades naturais, a psicologia foi considerada também o ápice da filosofia natural de Aristóteles. A palavra psychê (de que deriva nosso termo psicologia) costuma ser traduzida como "alma", e sob a rubrica psyche Aristóteles de fato inclui as características dos animais superiores que pensadores posteriores tendem a associar com a alma. Objeto geral da psicologia aristotélica é o mundo animado, isto é, vivente, que tem por princípio a alma e se distingue essencialmente do mundo inorgânico, pois, o ser vivo diversamente do ser inorgânico possui internamente o princípio da sua atividade, que é precisamente a alma, forma do corpo.
Muitas das hipóteses de Aristóteles sobre a natureza da lembrança e dos esquecimentos deram origem a grande número de experimentos na área da aprendizagem. Sua doutrina da associação afirmava que a memória é facilitada quer pela semelhança e dessemelhança de um fato atual e um passado, quer por sua estreita relação no tempo e espaço.
Sua obra De Anima (Sobre a Alma) trata-se do primeiro objetivo em larga escala para estudar a psicologia. Muitas das questões que levanta continuam por responder até hoje, e ainda são objeto de exame. Aristóteles formulou teorias sobre desejos, apetites, dor e prazer, reações e sentimentos. Sua doutrina da catarse ensinava, por exemplo que os temores podem ser transferidos ao herói da tragédia — ideia que muito mais tarde veio formar uma das teses da psicanálise e da terapia do jogo.

### Ética
Alguns veem Aristóteles como o fundador da Ética, o que se justifica desde que consideremos a Ética como uma disciplina específica e distinta no corpo das ciências. Em suas aulas, Aristóteles fez uma análise do agir humano que marcou decisivamente o modo de pensar ocidental. O filósofo ensinava que todo o conhecimento e todo o trabalho visam a algum bem. O bem é a finalidade de toda a ação. A busca do bem é o que difere a ação humana da de todos os outros animais.
Para Aristóteles, estudamos a ética, a fim de melhorar nossas vidas e, portanto, sua preocupação principal é a natureza do bem-estar humano. Aristóteles segue Sócrates e Platão ao dispor as virtudes no centro de uma vida bem vivida. Como Platão, ele considera as virtudes éticas (justiça, coragem, temperança etc.), como habilidades complexas racionais, emocionais e sociais, mas rejeita a ideia de Platão de que a formação em ciências e metafísica é um pré-requisito necessário para um entendimento completo de bem. Segundo ele, o que precisamos, a fim de viver bem, é uma apreciação adequada da maneira em que os bens tais como a amizade, o prazer, a virtude, a honra e a riqueza se encaixam como um todo. Para aplicar esse entendimento geral para casos particulares, devemos adquirir, através de educação adequada e hábitos, a capacidade de ver, em cada ocasião, qual curso de ação é mais bem fundamentada. Portanto, a sabedoria prática, como ele a concebe, não pode ser adquirida apenas ao aprender regras gerais, também deve ser adquirida através da prática. E essas habilidades deliberativas, emocionais e sociais é que nos permitem colocar nossa compreensão geral de bem-estar em prática em formas que são adequados para cada ocasião. Aristóteles propõe que a vida contemplativa (intelectual) traria uma felicidade maior e mais constante ao ser humano, quando comparada à vida política (procura da honra) e da vida baseada em prazeres sensoriais.

### Retórica

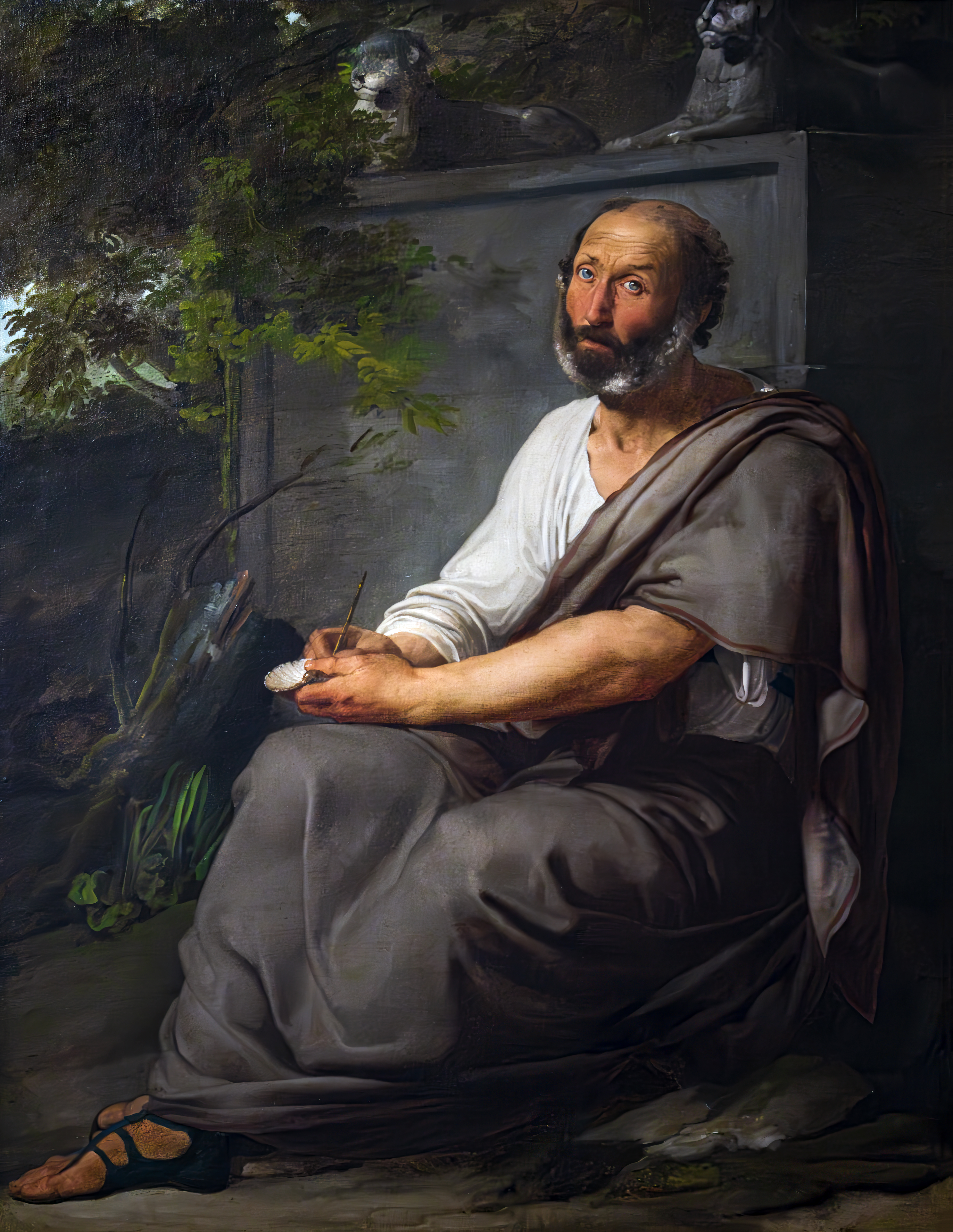
Aristóteles de Francesco Hayez,1811

A retórica de Aristóteles teve uma enorme influência sobre o desenvolvimento da arte da retórica. Não apenas sobre os autores que escrevem na tradição peripatética, mas também os famosos professores romanas de retórica, como Cícero e Quintiliano, frequentemente usaram elementos decorrentes aristotélicos.
É na obra Retórica de Aristóteles que se assentam os primeiros dados cuja articulação passa a definir a Retórica como a "faculdade de descobrir especulativamente sobre todo dado o persuasivo".
No proêmio do Livro I de sua Arte Retórica, ele se refere à possibilidade se ter uma técnica da retórica, de um método rigoroso não diferente do que seguem as ciências lógicas, políticas e naturais. É evidente a diferença entre as concepções de Aristóteles sobre a arte da oratória entre o Livro I e o Livro II, enquanto neste último destaca o estudo das paixões, desfazendo a caracterização da retórica como puramente dialética, no Livro I Aristóteles valoriza a função da sedução da alma. A retórica deve ser, portanto, demonstrativa e emocional.

### Estética
Aristóteles concedia às artes uma importância valiosa, na medida em que poderiam reparar as deficiências da natureza humana, contribuindo na formação moral dos indivíduos.

#### Música
Em Política, Aristóteles questiona a participação da música na educação, pois sua associação imediata com o prazer faz com que o autor oponha a música a qualquer atividade, pois esta parece se adequar melhor ao desfrute no tempo livre. No decorrer do texto, ele enfatiza que o ensino da música deve ter ênfase na escuta e não à prática instrumental, já que a execução de instrumentos se relaciona aos trabalhos manuais, atividade imprópria para a educação de um homem livre. A obra Problemas constitui uma das mais antigas discussões sobre música, se no livro VII da Política Aristóteles procurou mostrar a importância da música na educação, no livro XIX de Problemas ele levanta questões de várias ordens: referentes à acústica, às escalas, aos intervalos, à voz, aos encordoamentos, aos harmônicos, aos tipos de composição etc., o autor levanta cinquenta problemas e a esses ele mesmo procura responder.

#### Poética
Aristóteles foi o primeiro filósofo a consagrar todo um tratado, ainda que incompleto, ao exame do fenômeno poético, a Arte Poética. Ele propunha-se a refletir acerca do objeto estético, ou antes, acerca da criação do objeto estético.
Em Arte Poética, o filósofo trata da arte poética a partir de duas perspectivas, a definição da poética como imitação e a apresentação da estrutura da poesia de acordo com suas diferentes espécies. No primeiro caso, reduz a essência da poética à imitação — que crê ser congênita no homem. A sua importância, contudo, deriva do fato de que a mimese é capaz de fornecer, ao ser humano, dois elementos essenciais: prazer e conhecimento.
Aristóteles era um apurado colecionador sistemático de enigmas, folclores e provérbios, ele e sua escola tinham um interesse especial nos enigmas da Pítia e estudaram também as fábulas de Esopo.

### Política
A política aristotélica é essencialmente unida à moral, porque o fim último do estado é a virtude, isto é, a formação moral dos cidadãos e o conjunto dos meios necessários para isso. O estado é um organismo moral, condição e complemento da atividade moral individual, e fundamento primeiro da suprema atividade contemplativa. A política, contudo, é distinta da moral, porquanto esta tem como objetivo o indivíduo, aquela a coletividade. A ética é a doutrina moral individual, a política é a doutrina moral social. Desta ciência trata Aristóteles precisamente na Política, de que acima se falou.
Em Ética a Nicômaco Aristóteles descreve o assunto como ciência política, que ele caracteriza como a ciência mais confiável. Ela prescreve quais as ciências são estudadas na cidade-estado, e os outros — como a ciência militar, gestão doméstica e retórica — caem sob a sua autoridade. Desde que rege as outras ciências práticas, suas extremidades servem como meios para o seu fim, que é nada mais nada menos do que o bem humano.

#### Escravidão
Aristóteles não nega a natureza humana ao escravo, para ele a escravidão faz parte da própria natureza, de modo que o escravo nascido para ser escravo tem uma função útil de escravo, é esta a função corporativa para a qual existe. Ele não sacrifica nada, pois sua natureza não exige mais do que compete na sociedade. Ele discorda da opinião daqueles que pretendem que o poder do patrão é contra a natureza, para ele, a natureza em vista da conservação, criou alguns seres para mandar e outros para obedecer, é ela que dispõe que o ser dotado de previdência mande como patrão, e que o ser, capaz por faculdades corporais execute ordens. Aristóteles defendia que uma das causas da escravidão era a dívida, o que ele classificava como uma "má escravidão".

## Obra

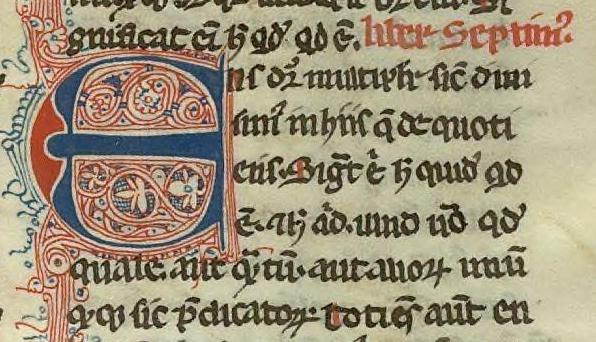
Começo do livro 7 da Metafísica de Aristóteles, traduzido para o latim por Guilherme de Moerbeke. Manuscrito do século XIV

De acordo com a distinção que se origina com o próprio Aristóteles, seus escritos são divididos em dois grupos: os "exotéricos" e os "esotéricos". É difícil para muitos leitores modernos aceitar que alguém pudesse tão seriamente admirar o estilo daquelas obras atualmente disponíveis para nós. No entanto, alguns estudiosos modernos têm advertido que não podemos saber ao certo se o elogio de Cícero foi dirigido especificamente para as obras exotéricas. Alguns estudiosos modernos têm realmente admirado o estilo de escrita concisa encontrado nas obras existentes de Aristóteles.
As obras de Aristóteles que sobreviveram desde a antiguidade através da transmissão de manuscrito medieval são coletados no Corpus Aristotelicum. Esses textos, ao contrário de obras perdidas de Aristóteles, são tratados filosóficos técnicos de dentro da escola de Aristóteles. A referência a eles é feita de acordo com a organização da edição da obra de August Immanuel Bekker (Aristotelis Opera edidit Academia Regia Borussica, Berlin, 1831–1870) pela Academia Real da Prússia, que por sua vez é baseado em classificações antigas dessas obras. Acredita-se que a maior parte de sua obra tenha sido perdida, e apenas um terço de seus trabalhos tenham sobrevivido.

## Legado

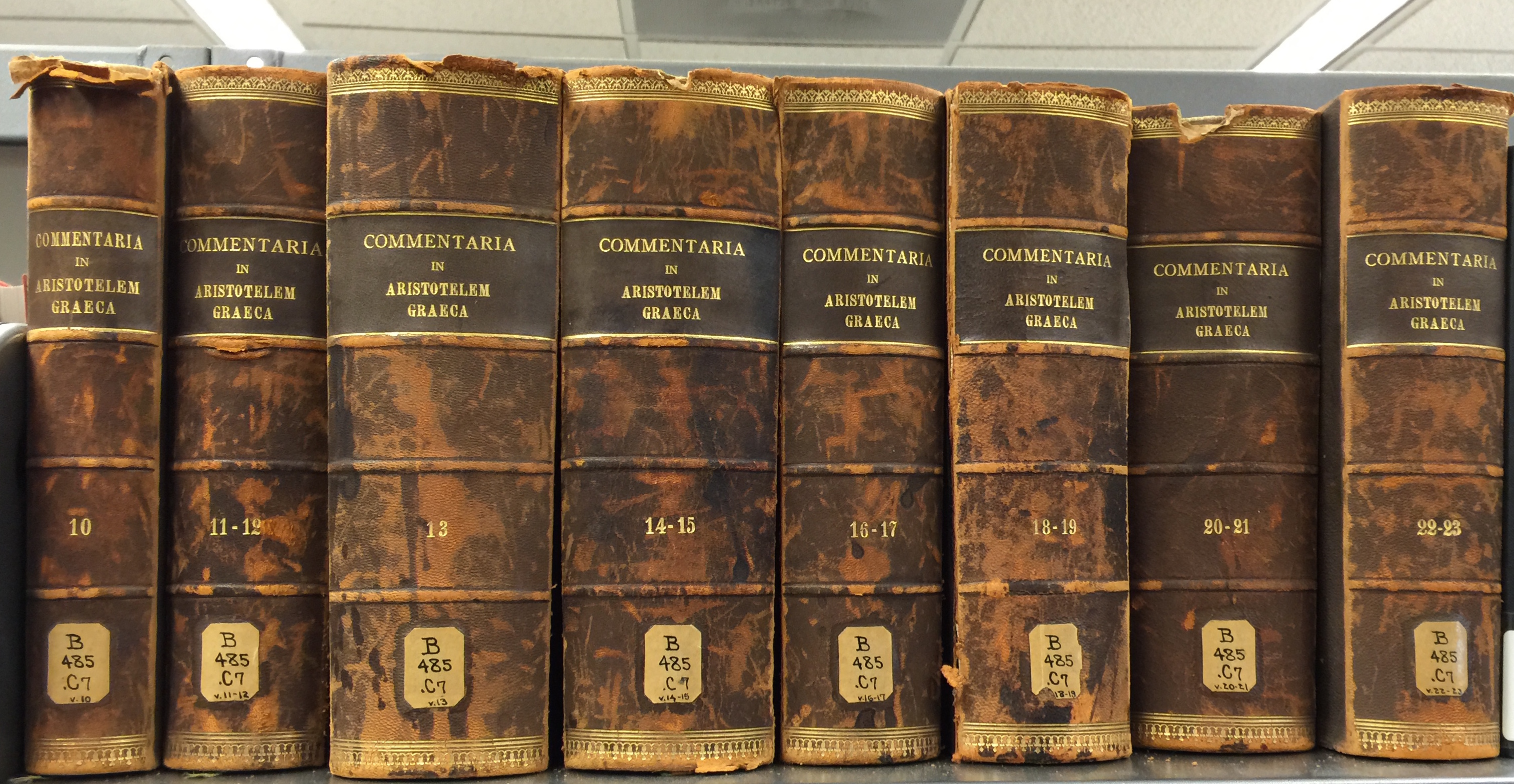
Biblioteca de obras de Aristóteles

Mais de 2300 anos depois de sua morte, Aristóteles continua sendo uma das pessoas mais influentes que já viveram. Ele contribuiu para quase todos os campos do conhecimento humano e foi o fundador de muitas áreas novas. De acordo com o filósofo Bryan Magee, "é duvidoso que qualquer ser humano saiba o tanto quanto ele sabia". Entre inúmeras outras realizações, Aristóteles foi o fundador da lógica formal e pioneiro no estudo da zoologia, deixando cada futuro cientista e filósofo em débito para com ele por suas contribuições para o método científico.

### Sobre seu sucessor, Teofrasto
O aluno e sucessor de Aristóteles, Teofrasto, escreveu a obra Historia Plantarum, uma obra pioneira em botânica. Alguns de seus termos técnicos permanecem em uso, como carpelo. Teofrasto preocupou-se muito menos com as causas formais do que Aristóteles, descrevendo pragmaticamente como as plantas funcionavam.

### Filósofos gregos posteriores
A influência da obra de Aristóteles foi sentida quando o Liceu se transformou na Escola peripatética. Entre os estudantes notáveis de Aristóteles estão Aristóxenes, Dicearco, Eudemo de Rodes, Demétrio de Faleros, Hárpalo, Heféstion, Mênon, Mnason de Fócis, Nicômaco e Teofrasto.

### Medicina da Grécia Antiga
O primeiro professor de medicina de Alexandria, Herófilo de Calcedônia, corrigiu Aristóteles, colocando a inteligência no cérebro e conectando o sistema nervoso ao movimento e à sensação. Herófilo também distinguiu entre veias e artérias, observando que as últimas pulsam enquanto as primeiras não. Embora alguns atomistas antigos, como Lucrécio, tenham desafiado o ponto de vista teleológico das ideias aristotélicas sobre a vida, a teleologia (e após o surgimento do cristianismo, a teologia natural) permaneceria central para o pensamento biológico essencialmente até os séculos XVIII e XIX. Ernst Mayr afirma que não houve "nada de real consequência na biologia depois de Lucrécio e Galeno até o Renascimento".

### Influência sobre os eruditos bizantinos
Os escribas cristãos gregos desempenharam um papel crucial na preservação das obras de Aristóteles, copiando todos os manuscritos gregos existentes do "corpus". Os primeiros cristãos gregos que muito comentaram sobre Aristóteles foram João Filopono, Elias e David, no século VI, e Estéfano de Alexandria no início do século VII.

### Mundo islâmico medieval

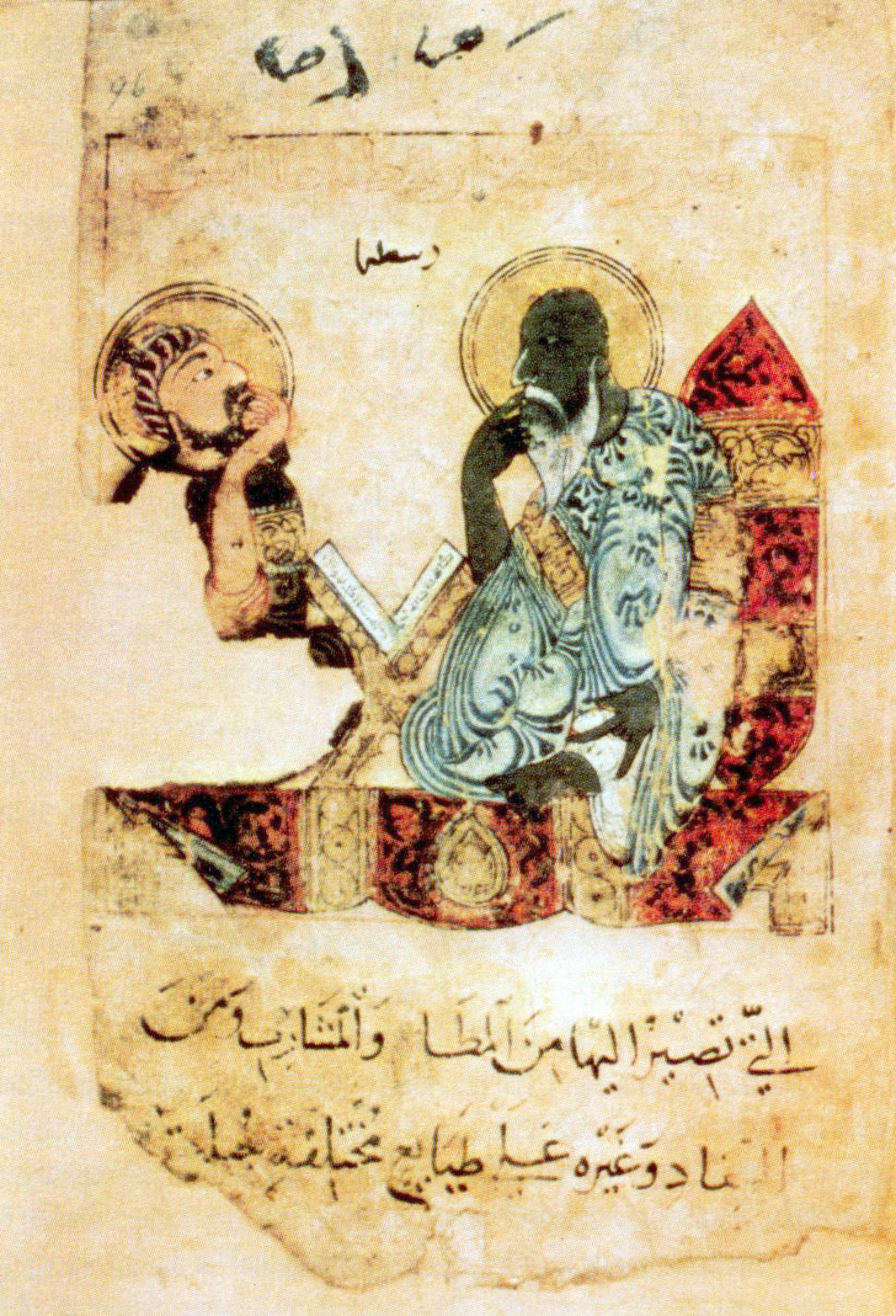
Representação islâmica de Aristóteles, ano 1220

Aristóteles foi um dos pensadores ocidentais mais reverenciados no início da teologia islâmica. A maioria das obras ainda existentes de Aristóteles, bem como vários comentários gregos originais, foram traduzidas para o árabe e estudadas por filósofos, cientistas e estudiosos muçulmanos. Averroes, Avicena e Alpharabius, que escreveram sobre Aristóteles em grande profundidade, também influenciaram Tomás de Aquino e outros filósofos escolásticos cristãos ocidentais. Estudiosos muçulmanos medievais descreviam regularmente Aristóteles como o "Primeiro Mestre". O título foi posteriormente usado por filósofos ocidentais (como no famoso poema de Dante) que foram influenciados pela tradição da filosofia islâmica.

### Europa Medieval
Com a perda do estudo do grego antigo no início da Idade Média Ocidental Latina, Aristóteles ficou praticamente desconhecido de c. 600 DC a c. 1100, com exceção da tradução latina do Organon feita por Boécio. Nos séculos XII e XIII, o interesse por Aristóteles ressurgiu e os cristãos latinos fizeram traduções do árabe e do grego. Depois que o escolástico Tomás de Aquino escreveu sua Summa Theologica, trabalhando a partir das traduções de Moerbeke e chamando Aristóteles de "O Filósofo", a demanda pelos escritos de Aristóteles cresceu e os manuscritos gregos retornaram ao Ocidente, estimulando um renascimento do aristotelismo na Europa que continuou no Renascimento. Esses pensadores misturaram a filosofia aristotélica com o cristianismo, trazendo o pensamento da Grécia Antiga para a Idade Média.

### Judaísmo medieval
Maimônides (considerado a principal figura intelectual do judaísmo medieval) adotou o aristotelismo dos estudiosos islâmicos que se tornou fundamento para seu Guia dos Perplexos, base de toda a filosofia escolástica judaica. Maimônides também considerou Aristóteles o maior filósofo que já existiu e o denominou como o "chefe dos filósofos". Além disso, em sua carta a Samuel ibn Tibbon, Maimonides observa que não há necessidade de Samuel estudar os escritos de filósofos que precederam Aristóteles porque as obras deste último são "suficientes por si mesmas e [superiores] a tudo o que foi escrito antes deles. Seu intelecto, o de Aristóteles, é o limite extremo do intelecto humano, além daquele sobre quem a emanação divina fluiu a tal ponto que atingem o nível da profecia, não havendo nível superior".

### Correções e contestações na modernidade

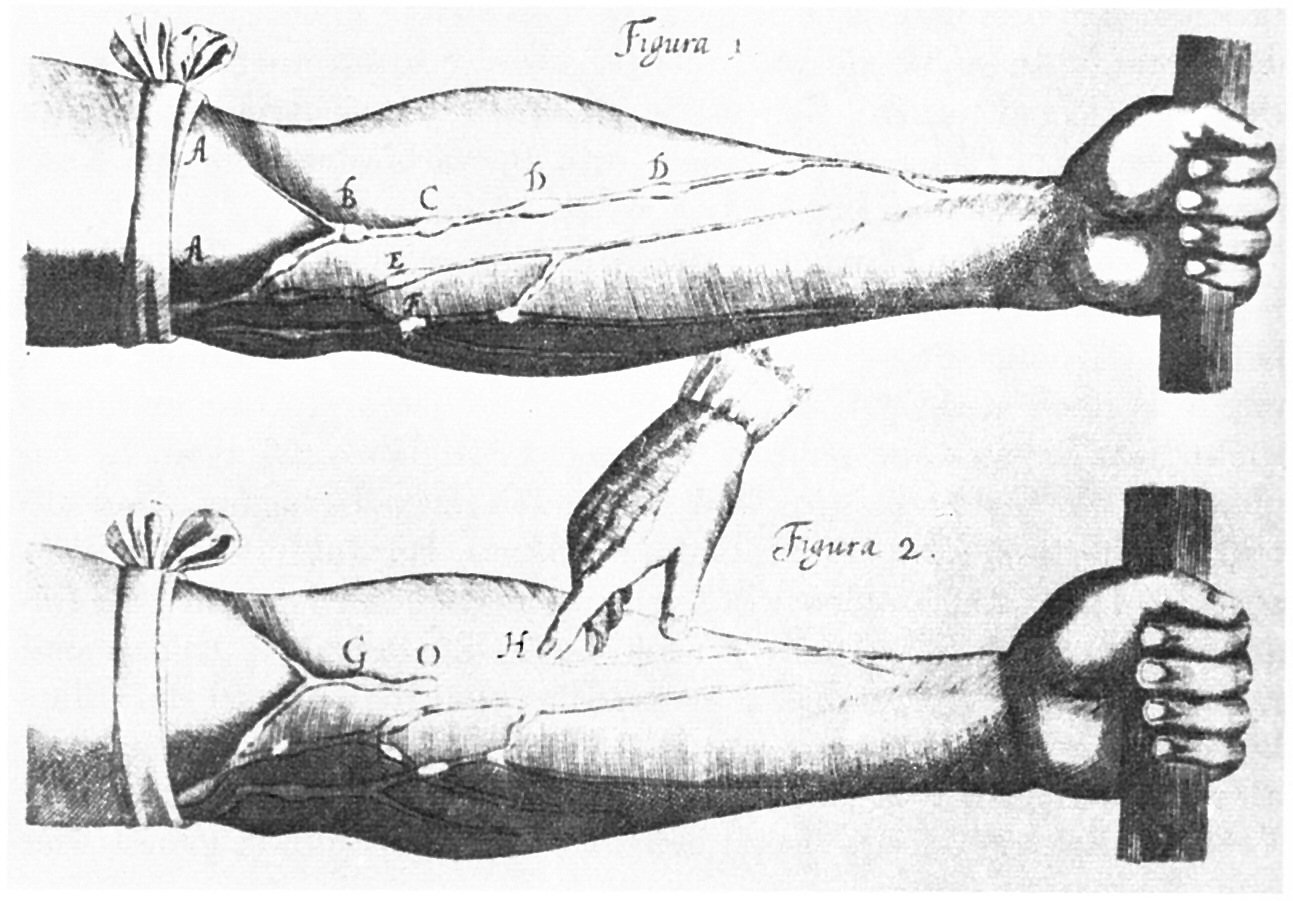
Em Exercitatio Anatomica de Motu Cordis et Sanguinis in Animalibus de 1628, Harvey mostrou que o sangue circulava, ao contrário do pensamento da era clássica

No início do período moderno, cientistas como William Harvey na Inglaterra e Galileu Galilei na Itália reagiram contra as teorias de Aristóteles e as de outros pensadores da era clássica como Galeno, estabelecendo novas teorias baseadas até certo ponto na observação e na experiência. Harvey demonstrou a circulação do sangue, estabelecendo que o coração funcionava como uma bomba, em vez de ser a sede da alma e o controlador do calor do corpo, como pensava Aristóteles. Galileu propôs que todos os corpos caem na mesma velocidade, independentemente de seu peso.

### Contemporaneidade
Apesar dessas realizações, a influência dos erros de Aristóteles é considerada por alguns como tendo sido de grande empecilho para o desenvolvimento da ciência. Bertrand Russell observa que "quase todo o avanço intelectual sério teve de começar com um ataque a alguma doutrina aristotélica". Russell também se refere à ética de Aristóteles anacronicamente como "repulsiva", e sobre sua lógica disse ser "definitivamente antiquada como a astronomia ptolomaica". Russell observa que esses erros tornam difícil fazer uma justiça histórica a Aristóteles, até o momento em que lembramo-nos de quão grande foi o avanço que ele fez em cima de todos os seus predecessores.
Karl Marx, influenciado pela distinção entre valor de troca e valor de uso de Aristóteles, considerava Aristóteles o "maior pensador da antiguidade" e o chamava de "pensador gigante" e um "gênio".
Charles Darwin considerou Aristóteles como o mais importante contribuinte para o assunto da biologia. Em uma carta de 1882, ele escreveu que "Linnaeus e Cuvier foram meus dois deuses, embora de maneiras muito diferentes, mas eram meros alunos do velho Aristóteles". Além disso, em edições posteriores do livro " A Origem das Espécies ", Darwin traçou ideias evolutivas até Aristóteles; o texto que ele cita é um resumo de Aristóteles das ideias dos primeiros Filósofo grego Empédocles.